# British Home Championship 1958/59
Die British Home Championship 1958/59 war die 64. Auflage des im Round-Robin-System ausgetragenen Fußballwettbewerbs zwischen den vier britischen Nationalmannschaften von England, Nordirland (bis 1949/50 Irland), Schottland und Wales.
| Pl.                                            | Nationalmannschaft | Sp. | S | U | N | Tore    | Punkte |
| ---------------------------------------------- | ------------------ | --- | - | - | - | ------- | ------ |
| 1.                                             | Nordirland         | 3   | 1 | 2 | 0 | 009:600 | 04:20  |
| 2.                                             | England            | 3   | 1 | 2 | 0 | 006:500 | 04:20  |
| 3.                                             | Schottland         | 3   | 1 | 1 | 1 | 005:300 | 03:30  |
| 4.                                             | Wales              | 3   | 0 | 1 | 2 | 003:900 | 01:50  |
| Nordirland und England teilten sich den Titel. |                    |     |   |   |   |         |        |

|                                              |   |            |           |
| 4. Oktober 1958 in Belfast (Windsor Park)    |   |            |           |
| Nordirland                                   | – | England    | 3:3 (1:1) |
| 18. Oktober 1958 in Cardiff (Ninian Park)    |   |            |           |
| Wales                                        | – | Schottland | 0:3 (0:1) |
| 5. November 1958 in Glasgow (Hampden Park)   |   |            |           |
| Schottland                                   | – | Nordirland | 2:2 (0:0) |
| 26. November 1958 in Birmingham (Villa Park) |   |            |           |
| England                                      | – | Wales      | 2:2 (1:1) |
| 11. April 1959 in London (Wembley Stadium)   |   |            |           |
| England                                      | – | Schottland | 1:0 (0:0) |
| 22. April 1959 in Belfast (Windsor Park)     |   |            |           |
| Nordirland                                   | – | Wales      | 4:1 (3:0) |